# Chopin (album Krzysztofa Herdzina)
Chopin – pierwsza autorska płyta w dorobku Krzysztofa Herdzina, wydana przez Stanisława Sobólę i firmę Polonia Records w 1995 roku. na albumie znajdują się utwory Fryderyka Chopina, opracowane przez Herdzina na hard bopowy kwintet, w stylu zespołu „Jazz Messengers”.

## Lista utworów
1. Etiuda E-dur op.10 nr.3
2. Walc cis-moll op.64.nr.2
3. Mazurek F-dur op.68 nr.3
4. Walc h-moll op.69 nr.2
5. Preludium A-dur op.28 nr.7
6. Grande Valse Brillante As-dur op.34
7. Preludium Des-dur op.28 nr.15
8. Życzenie

## Wykonawcy
- Krzysztof Herdzin – fortepian, aranżacja
- Piotr Wojtasik – trąbka
- Maciej Sikała – saksofon tenorowy
- Jacek Niedziela – kontrabas
- Marcin Jahr – perkusja